# Bogidiella glacialis
Bogidiella glacialis is een vlokreeftensoort uit de familie van de Bogidiellidae. De wetenschappelijke naam van de soort is voor het eerst geldig gepubliceerd in 2002 door G. Karaman.